# 김동신
김동신(金東信, 1941년 7월 14일 ~ )은 대한민국의 육군 군인, 관료, 대학 교수이다. 2001년 3월 26일부터 2002년 7월 12일까지 대한민국 제36대 국방부 장관을 지냈다.

## 학력
- 광주제일고등학교 졸업
- 육군사관학교 21기 학사
- 육군보병학교 졸업
- 서울대학교 영어영문학 학사
- 미국 육군지휘참모대학교 졸업
- 영국 왕립국방대학교 행정학사
- 한남대학교 대학원 경영학 석사
- 선문대학교 대학원 행정학 박사

## 주요 경력
- 육군 제51사단장
- 육군 수도군단장
- 한미연합사령부 부사령관
- 제33대 육군참모총장
- 국방부 특임고문
- 인하대학교 행정학과 겸임교수
- 수원대학교 행정학과 특임강사
- 제36대 국방부 장관
- 자유민주연합 특임고문
- 건국대학교 산업대학원 방위사업학과 석좌교수
- 재단법인 한미동맹재단 고문

| 전임 장성 | 제12대 한미연합군사령부 부사령관 1996년 10월 ~ 1998년 3월 | 후임 정영무 |

| 전임 도일규 | 제33대 육군참모총장 1998년 3월 28일 ~ 1999년 10월 2일 | 후임 길형보 |

| 전임 조성태 | 제36대 국방부 장관 2001년 3월 26일 ~ 2002년 7월 12일 | 후임 이준 |